# El Chichón
El Chichón, noto anche come Chichonal, è un vulcano attivo situato nello stato del Chiapas, in Messico, che fa parte di una zona geologica nota come Arco vulcanico chiapaneco. È costituito da un complesso di duomi con un anello di tufo, costituiti da materiale vulcanico eruttato, situato tra la fascia vulcanica trasversale e l'arco vulcanico dell'America centrale. El Chichón eruttò l'ultima volta nel 1982; in precedenza, l'ultima attività accertata risale a circa il 1360, anche se vi è dibattito in letteratura riguardo un'ipotetica eruzione avvenuta intorno al 1850.
El Chichón è diventato famoso in seguito all'eruzione del 1982. In poco meno di una settimana, il vulcano precedentemente dormiente ha prodotto tre eruzioni pliniane (29 marzo, 3 aprile e 4 aprile). Tali eruzioni hanno immesso una notevole quantità di anidride solforosa e particolato nell'atmosfera. Il volume totale di materiale prodotto dall'eruzione era molto più piccolo della famosa eruzione del Pinatubo nel 1991; tuttavia, El Chichón ebbe un impatto paragonabile sul clima globale. Quella di El Chichón, che è spesso trascurata rispetto ad altre eruzioni storiche, fornisce importanti insegnamenti sulla preparazione ai disastri vulcanici e sull'influenza che i vulcani possono avere sul clima.

## L'eruzione del 1982
L'eruzione del 1982 di El Chichón fu il più grande disastro vulcanico nella storia moderna del Messico. Le potenti eruzioni esplosive del 1982, caratterizzate da un magma ad alto contenuto di zolfo e anidrite, distrussero il duomo lavico sommitale e furono accompagnate da flussi piroclastici e ondate che devastarono un'area che si estendeva per circa 8 km intorno al vulcano. Un totale di 9 villaggi furono completamente distrutti, uccidendo circa 1.900 persone. Si generò un nuovo cratere largo 1 km e profondo 300 m che ora contiene un lago craterico acido. Il paesaggio fu ricoperto da uno strato di cenere spesso fino a 40 cm. Furono coinvolti oltre 24.000 km2 di campagna, devastando piantagioni di caffè, cacao e banane, nonché allevamenti di bestiame. L'eruzione causò la formazione di dighe naturali lungo il fiume Rio Magdalena, provocando dei lahar che distrussero infrastrutture chiave della zona. Si ritiene che i danni economici causati dall'eruzione del 1982 ammontino a 55 milioni di dollari dell'epoca (equivalenti a circa 132 milioni di dollari USA attuali).

### Mancanza di preparazione
A più di 600 anni dall'ultima grande eruzione di El Chichón, poche persone erano a conoscenza del rischio vulcanico. La maggior parte riteneva che si trattasse di un vulcano dormiente o spento. Per tutto il 1980 e il 1981 furono avvertiti terremoti nelle regioni circostanti e i geologi mapparono la pericolosità della regione evidenziandone i rischi, ma non si registrarono aumenti nell'attività di monitoraggio.

### Impatto sul clima
Si trattò di un'eruzione VEI-5, che iniettò nella stratosfera 7 milioni di tonnellate di anidride solforosa e 20 milioni di tonnellate di particolato, che fecero il giro della Terra in tre settimane. La quantità di anidride solforosa è paragonabile a quella dell'eruzione del 1991 del Monte Pinatubo, pari a circa 20 milioni di tonnellate.
L'eruzione si verificò proprio mentre stava iniziando l'evento di El Niño del 1982-1983; per questo motivo diversi scienziati suggerirono che l'eruzione di El Chichón abbia causato El Niño. Tuttavia, modelli climatici e studi dettagliati sulle eruzioni passate e su El Niño hanno dimostrato che non ci sono meccanismi plausibili che collegano questi due eventi e che la tempistica è stata semplicemente una coincidenza. Come risultato della simultaneità dell'eruzione e di El Niño, il clima risentì dell'impatto di entrambi, rendendo difficile distinguere i loro effetti sulla temperatura. Generalmente un evento vulcanico indurrebbe un raffreddamento globale, in particolare nei mesi estivi, tuttavia non si vide alcun raffreddamento nel primo anno dopo l'eruzione di El Chichón, in quanto El Niño produsse un grande riscaldamento in compensazione. Gli effetti climatici innescarono anche gli andamenti di inverni più caldi osservati nei continenti dell'emisfero settentrionale nel 1982 e nel 1983, con temperature in aumento in Nord America, Europa e Siberia. Durante lo stesso inverno, Alaska, Groenlandia, Medio Oriente e Cina registrarono invece temperature più fredde del normale, evidenziando variazioni regionali. Si suppone che tale variazione sia il risultato dell'impatto degli aerosol vulcanici sugli andamenti atmosferici del vento, inclusa l'oscillazione artica.

## Proprietà della cenere
La deposizione di cenere nei pressi di un vulcano varia con la distanza, in quanto le particelle di cenere variano di dimensioni. Questo è problematico, dal momento che i campioni di cenere vengono raccolti dal terreno per misurare le proprietà ottiche e chimiche, che variano anch'esse con la distanza dal vulcano. Pertanto, si possono misurare solo alcuni parametri rilevanti per i campioni raccolti dall'aria o dal suolo. Tuttavia, alcuni campioni sono di maggiore interesse rispetto ad altri. Pertanto, i campioni più importanti sono quelli presi più lontani dal vulcano (80 km, 100 km) a causa del fatto che sono quelli che più probabilmente riescono a raggiungere la stratosfera. In particolare, il campione di 80 km ha mostrato somiglianze con i campioni di cenere stratosferica.

### Proprietà chimiche
Nei campioni di cenere presi a 100 km di distanza dal vulcano, è stata individuata la presenza di componenti solubili e non solubili (in acqua).
I componenti idrosolubili presenti in maggiore concentrazione sono Ca2+ e SO42−. Ci sono state anche tracce di Na+, K+, Mg2+, HCO3− e Cl−.
La parte non solubile è costituita principalmente da SiO 2 (circa 59%) e Al2O3 (circa 18%), insieme a tracce (meno del 5%) di altri componenti, come CaO, Na2O e Fe2O3.

### Proprietà ottiche
Per la nube di El Chichón, la profondità ottica è stata misurata essere pari a circa 0,3,  per lunghezze d'onda al centro dello spettro visibile.
La parte immaginaria dell'indice di rifrazione, che descrive l'attenuazione della radiazione nel campione a 80 km, varia tra 0.004 a 300 nm e 0.001 a 700 nm. Sulla base di questi risultati, la parte reale dell'indice di rifrazione della cenere stratosferica di El Chichon è stimata essere intorno a 1,52, mentre la parte immaginaria dovrebbe essere leggermente inferiore a quella misurata per i campioni di terra.